# 12016 Green
12016 Green este o planetă minoră (asteroid), cu un diametru de 7,989 km, din centura de asteroizi. A fost descoperită pe 1 decembrie 1996 la Prescott Observatory⁠(d) de Paul G. Comba⁠(d) și a fost numită după George Green. 
Obiectul prezintă o orbită caracterizată de o semiaxă mare de 2,4351427 UAi, o excentricitate de 0,19, o înclinație de 6,72608 ° în raport cu ecliptica.